# SN 2006bx
SN 2006bx – supernowa typu II odkryta 1 maja 2006 roku w galaktyce UGC 5434. W momencie odkrycia miała maksymalną jasność 18,10m.